# 17283 Ustinov
17283 Ustinov (2000 MB1) là một tiểu hành tinh vành đai chính được phát hiện ngày 24 tháng 6 năm 2000 bởi J. Broughton ở Reedy Creek Observatory. Nó được đặt theo tên của Sir Peter Ustinov.